# مرتد (فیلم)
مرتد (انگلیسی: Heretic) یک فیلم ترسناک آمریکایی محصول سال ۲۰۲۴ به نویسندگی و کارگردانی اسکات بک و برایان ودز است. سوفی تاچر و کلویی ایست نقش دو مبلغ مورمون را بازی می‌کنند که تلاش دارد دیدگاه مردی (هیو گرانت) را که خطرناک‌تر از آن چیزی است که به نظر می‌رسد، اصلاح کنند.
مرتد در ۸ سپتامبر ۲۰۲۴ در جشنواره بین‌المللی فیلم تورنتو به نمایش درآمد و در ۸ نوامبر توسط ای۲۴ در ایالات متحده اکران شد. این فیلم با نقدهای مثبت منتقدان مواجه شد و به فروش جهانی ۵۷٫۴ میلیون دلار رسید. گرانت برای بازی خود نامزد جایزه بهترین بازیگر مرد در گلدن گلوب و بفتا شد. این فیلم همچنین در جوایز ایندیپندنت اسپیریت نامزد بهرین فیلم‌نامه شد.